# TARDIS

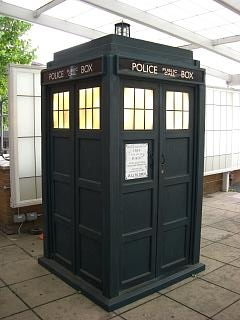
TARDIS-ul folosit din 2005 în 2010 prezentat la BBC Television Centre

TARDIS-ul (prescurtare a Time and Relative Dimension in Space) este o navă spațială și mașină a timpului din franciza Doctor Who și din alte produse derivate. A fost creat și este folosit de Lorzii Timpului, o civilizație extraterestră din rândul căreia face parte și Doctorul, personajul principal al serialului. Poate transporta ocupanții săi în orice loc din univers și în orice punct din timp, excepție: nu se poate întoarce în continuum-ul temporal al unui Lord. La exterior TARDIS-ul este mai mic decât în interior. Seamănă cu o cabină veche de poliție britanică TT Type 40, Mark 3 TARDIS. Numele TARDIS este marcă înregistrată a British Broadcasting Corporation.